# سول‌کالیبر: لاست سوردز
سول‌کالیبر: لاست سوردز (به انگلیسی: Soulcalibur: Lost Swords) یک بازی ویدئویی محتوا رایگان به سبک مبارزه‌ای از سری بازی‌های سول‌کالیبر است، که در فوریه ۲۰۱۴ به طور انحصاری برای کنسول پلی‌استیشن ۳ از طریق شبکه پلی‌استیشن در دسترس قرار گرفت. این بازی بر اساس سول کالیبر ۵ ساخته شده و شمار بازیکنان آن محدود به تک‌نفره می‌باشد.